# 東京理科大学大学院先進工学研究科・先進工学部
東京理科大学先進工学部（とうきょうりかだいがくせんしんこうがくぶ）は、東京理科大学に設置されている学部の一つ。
東京理科大学大学院先進工学研究科（とうきょうりかだいがくだいがくいんせんしんこうがくけんきゅうか）は、東京理科大学に設置されている大学院研究科の一つ。

## 概要
東京理科大学先進工学部は、2021年に従来の基礎工学部を「先進工学部」に名称変更して誕生した。
先進工学部では、「基礎科学領域」と「先進工学領域」の2つの領域を重視し、分野の壁を超えた「デザイン思考」により、画期的なイノベーションを起こしていく人材の育成を目指している。
基礎科学領域とは、数学・物理学・化学・生物学など基礎科目を指し、先進工学領域とは、エレクトロニクス、ナノテクノロジー、生命工学、複雑化学、ロボティクスなどの先進的な分野を指す。研究室や学科の垣根をなくし、互いの研究成果や課題を共有することで、分野融合的な教育と研究を展開していく。
現在、先進工学部は、電子システム工学科、マテリアル創成工学科、生物システム工学科、物理工学科、機能デザイン工学科、の5学科で構成されている。

## 沿革
- 1987年（昭和62年）4月 - 北海道に長万部校舎の竣工。長万部校舎に基礎工学部（電子応用工学科・材料工学科・生物工学科）を設置。

- 1989年（平成元年）5月 - 野田校舎に生命科学研究所（現：生命医科学研究所）を設置

- 2020年（令和2年）3月 - 北海道・長万部キャンパスから基礎工学部が撤退。

- 1991年（平成3年）4月 - 野田校舎に基礎工学研究科を設置。
- 2013年（平成25年） - 基礎工学部が葛飾キャンパスに移転。

- 2021年（令和3年）4月 - 基礎工学部を「先進工学部」に名称変更。電子応用工学科を電子システム工学科に、材料工学科をマテリアル創成工学科に、生物工学科を生命システム工学科に改称。また、基礎工学研究科を「先進工学研究科」に名称変更し、電子応用工学専攻を電子システム工学専攻に、材料工学科をマテリアル創成工学専攻に、生物工学科を生命システム工学専攻に改称。

- 2023年（令和5年）4月 - 先進工学部に物理工学科（理学部第一部応用物理学科から改組）、機能デザイン工学科を新設。先進工学部は5学科体制となる。

## 組織
先進工学部
- 電子システム工学科（AE科）
- マテリアル創成工学科（AM科）
- 生物システム工学科（AB科）
- 物理工学科（AP科）
- 機能デザイン工学科（AD科）

## 学部長
- 田村浩二